# ليشمانيا طفلية
الليشمانيا الطفلية (باللاتينية: Leishmania infantum) نوع من الطفيليات الأوالي من جنس الليشمانيا. تسبب عند الإنسان داء الليشمانيات الحشوي الطفلي الذي تحدث أغلب حالاته عند الأطفال دون الخامسة من العمر. تنتشر في حوض البحر الأبيض المتوسط في العالم القديم وفي أمريكا اللاتينية.
وتسبب أيضا داء الليشمانيات الجلدي، حيث أغلب حالات داء الليشمانيات الجلدي في أوروبا الجنوبية ناجمة عن هذا الطفيلي.
المستودع الطبيعي لليشمانيا الطفلية حيوانات من فصيلة الكلبيات، حيث تسبب لديهم مرضًا حشويًا مزمنًا صعب الشفاء مع تظاهرات جلدية طفيفة، خاصة خلف الأذنين وحول الأنف.
تنتقل عن طريق لدغات حشرات من أسرة الفواصد

## التسمية
كانت تسمى بالليشمانيا الشاغاسية (باللاتينية: Leishmania chagasi) في أمريكا اللاتينية، إلا أنه ثبت مؤخراً أن الليشمانيا الشاغاسية لا تختلف عن الليشمانيا الطفلية.
ويعتقد بعض الكتاب أن الليشمانية الطفلية قريبة جدا من الليشمانيا الدونوفانية، أو أنها ضرب (نويع) منها، فيسمونها الليشمانيا الدونوفانية الطفلية (باللاتينية: Leishmania donovani infantum).